# Elaphria lithotela
Elaphria lithotela är en fjärilsart som beskrevs av Dyar 1914. Elaphria lithotela ingår i släktet Elaphria och familjen nattflyn. Inga underarter finns listade i Catalogue of Life.